# Rubia tinctorum
La rubia roja  (Rubia tinctorum) es una especie de plantas fanerógamas del género Rubia, del orden de las Gentianales, perteneciente a la familia de las rubiáceas.
Esta especie ha tenido una gran difusión, sobre todo en el pasado, debido a la utilidad de su raíz para fabricar tintes de color rojo destinados a la industria textil y a su utilidad farmacológica.

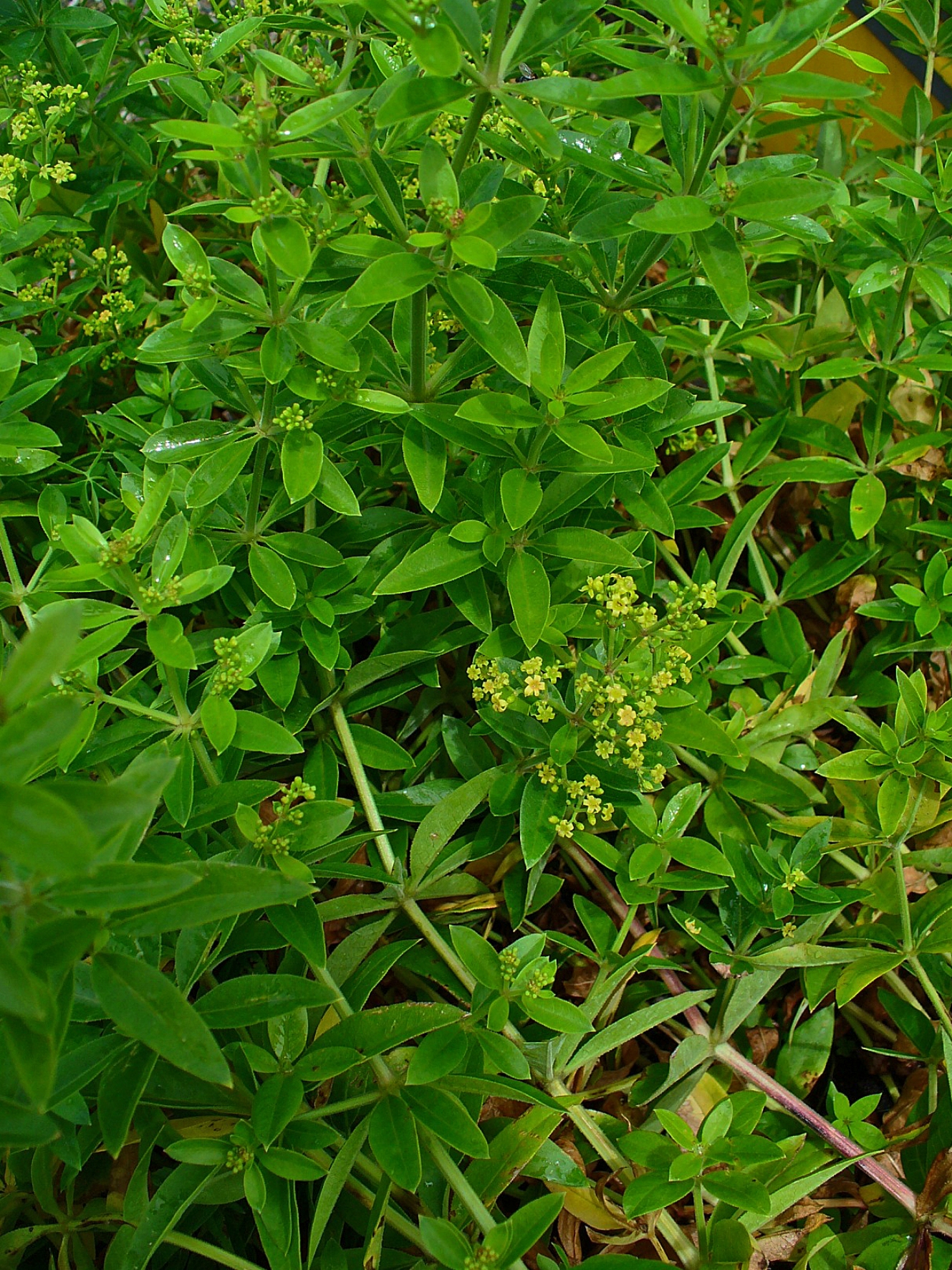
Hábitus

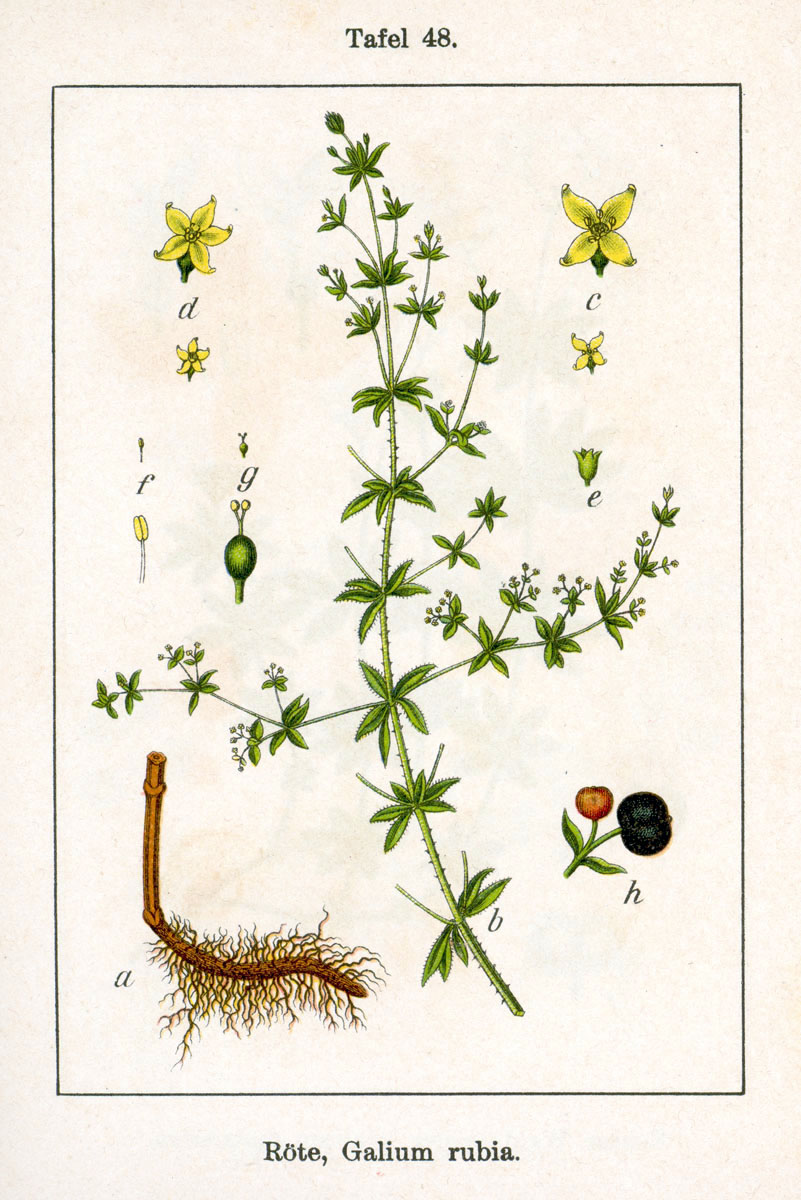
Ilistración

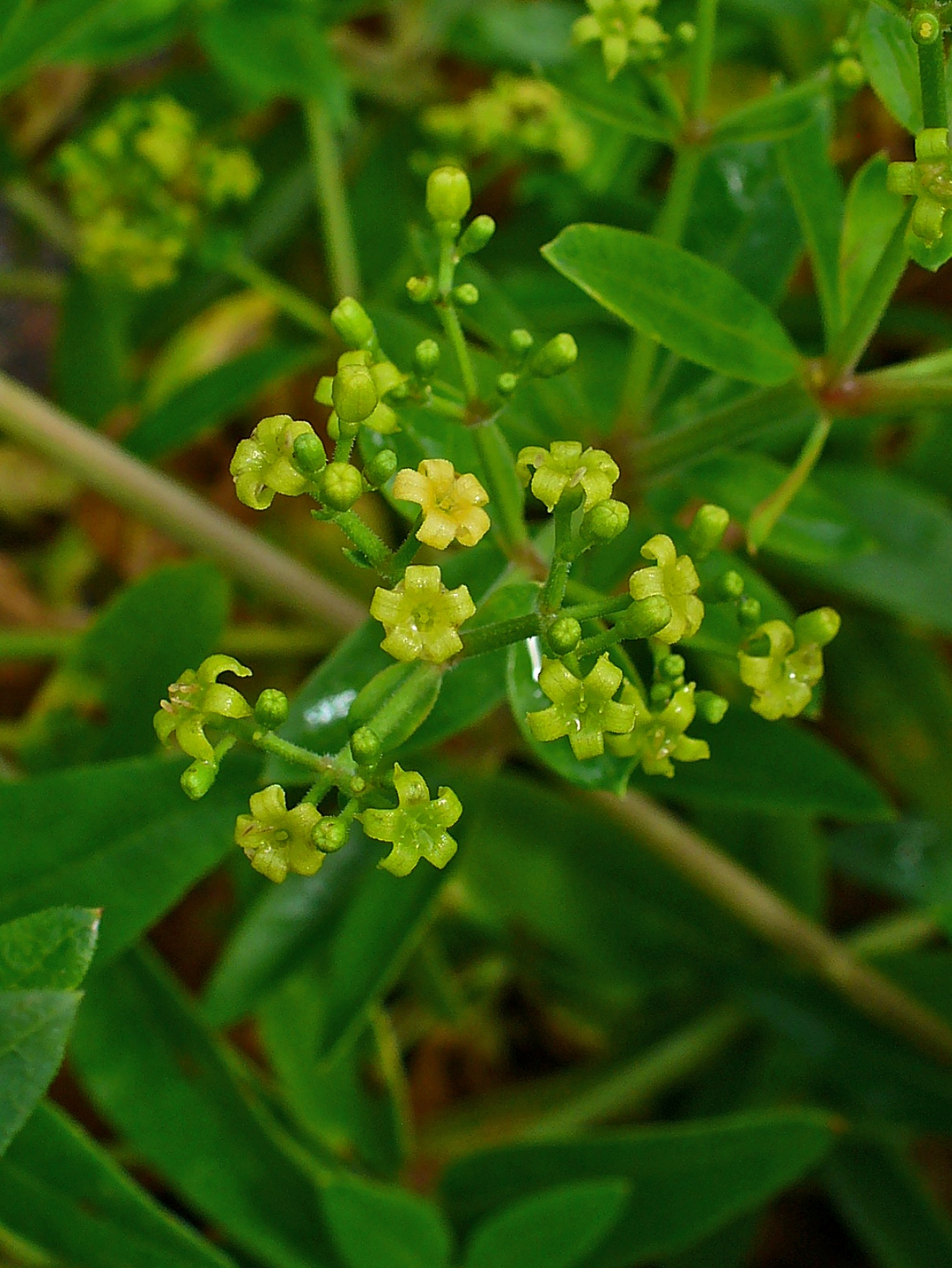
Inflorescencia

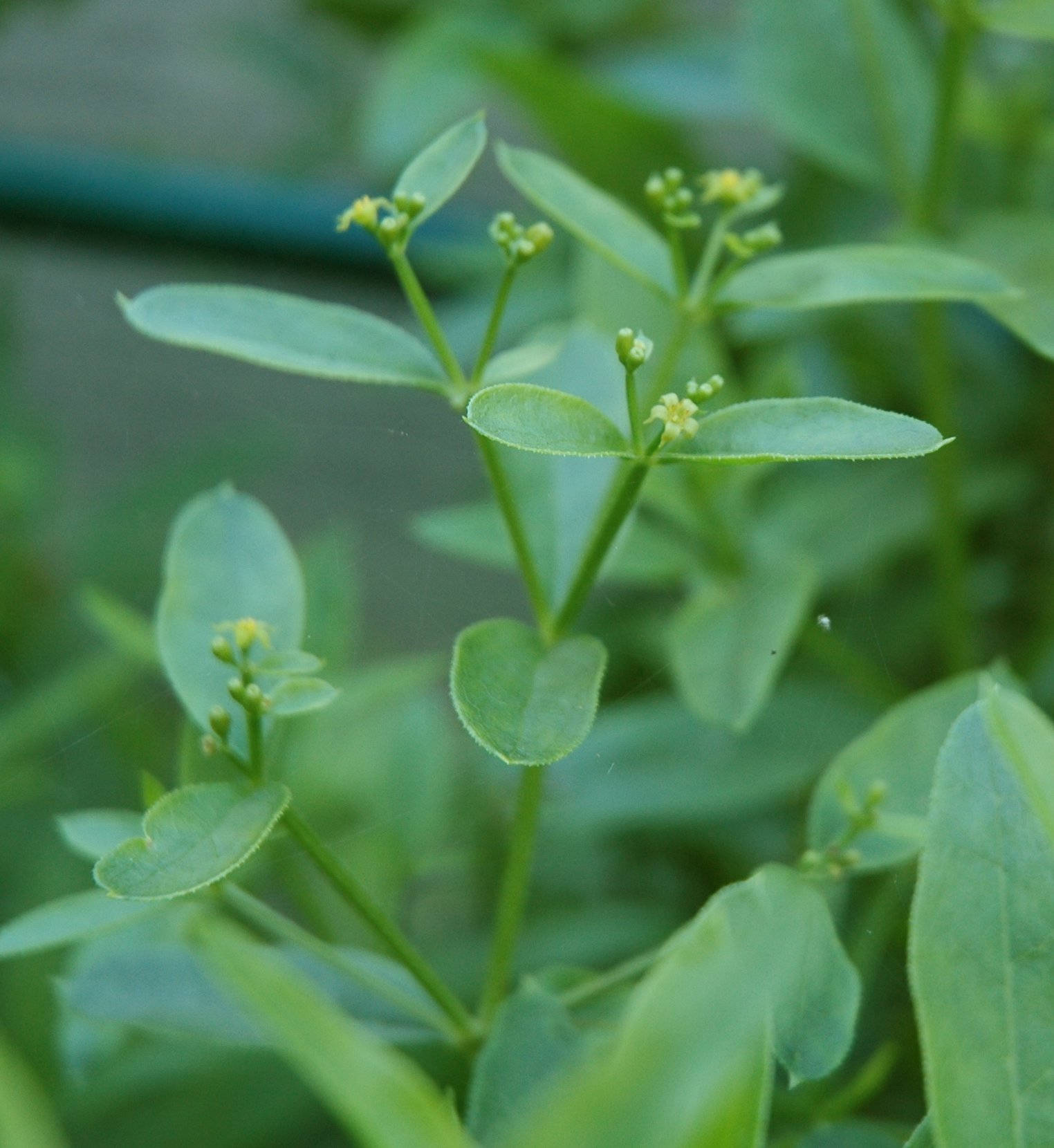
Flores

## Ecología
Es una planta originaria de las regiones mediterráneas, concretamente de la zona suroeste de Europa, desde Irlanda al norte de África. Se desarrolla mejor en zonas montañosas y húmedas.

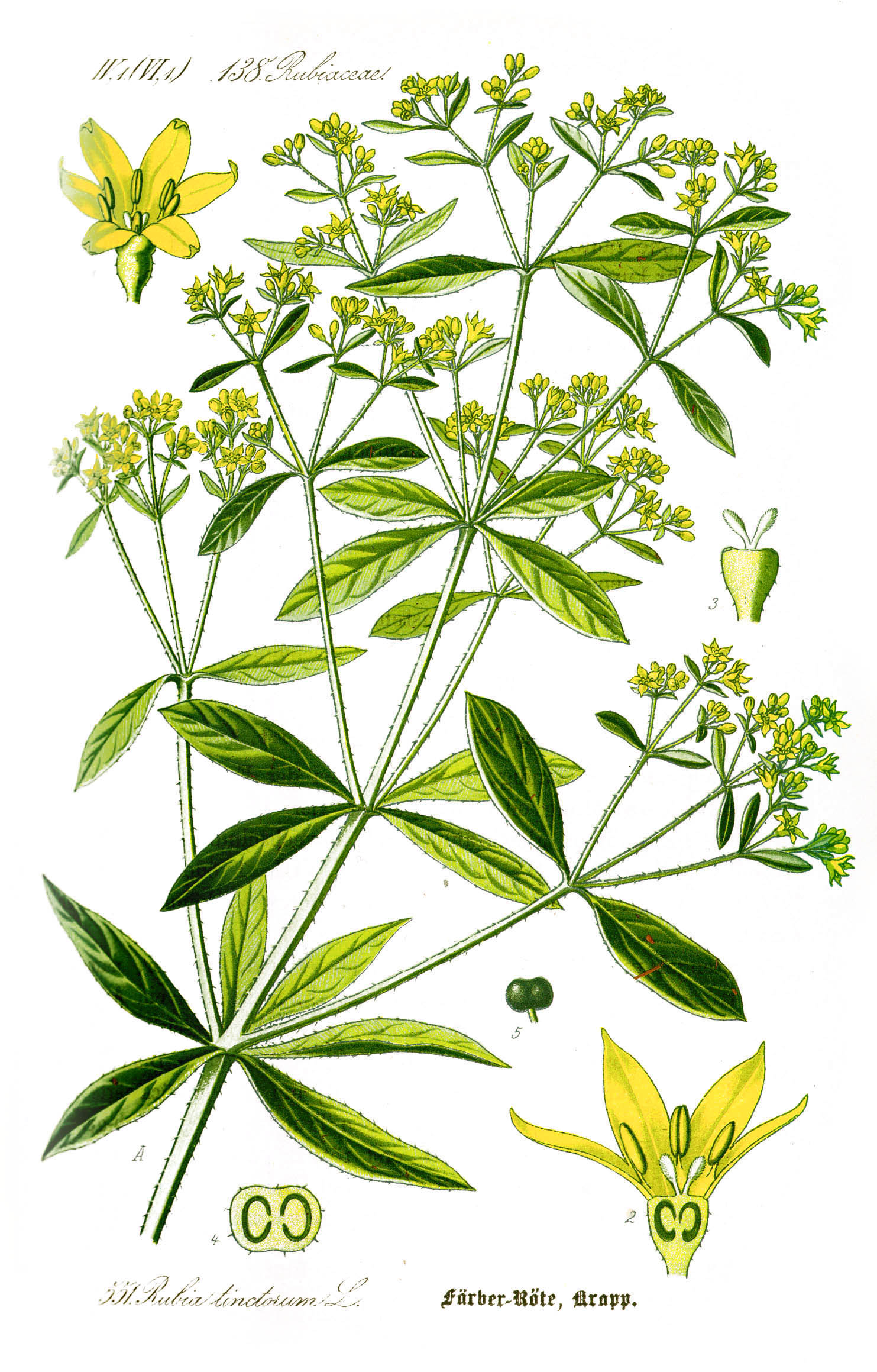

## Descripción
Es una planta perenne que puede crecer hasta el metro de altura. Es una planta fanerófita.
Se caracteriza por su raíz rojiza. Su tallo, se ramifica y es de sección tetragonal. En ocasiones se presenta con aguijones. Sus hojas tienen de cuatro a seis vértices con un peciolo minúsculo de 1-2 mm.
Es hermafrodita, con una inflorescencia parcialmente racimosa, paniculoide y poco piramidal.
Sus frutos son carnosos y tienen forma de baya.

## Usos
Farmacología
La parte utilizada de la planta para su uso como planta medicinal, es la raíz y ocasionalmente las hojas. Como fin medicinal, se recolecta la raíz, pero siempre de aquellas plantas que tengan al menos 2 años de antigüedad. Se deben limpiar muy bien todas las partes verdes, lavarlas cuidadosamente y dejarlas secar al sol; también se puede realizar con un secador siempre que no se superen los 50 °C., en estas condiciones conservarán su color rojizo.
Principios activos
Su composición química es: Iriroides: asperulósido. Sustancias colorantes, heterósidos de hidroxiantraquinona (1,5%), ácido ruberítrico, rubiadín-primaverosido, rubiadín-glicósidos, purpurina. Fitosteroles: beta-sitosterol.
Acciones farmacológicas y usos medicinales
Es un buen colagogo, útil en las afecciones hepáticas. Laxante, astringente y un tónico suave: favorece la evacuación intestinal.
Efectos emenagoga (facilita la menstruación y calma los dolores) y abortivos.
Diurética: se recomienda en todo tipo de afecciones renales (cálculos, cólicos, infecciones) y también para la cistitis. Colerético: útil en los trastornos de la vesícula biliar.
Desinfectante, antiséptico. Antiespasmódico y sedante. Antiinflamatorio.
Se utilizan las flores en infusión como antidiarreico ; y popular afrodisíaco. Antiguamente era un remedio contra la ictericia y la gota.
La administración de la rubia puede causar una alarma injustificada, ya que la orina, mucosidades, sudor o leche se tiñen de rojo. Esto se debe a que posee alizarina, uno de los pigmentos más potentes del color rojo.
Usos medicinales
La planta está utilizada contra las afecciones renales y de las vías urinarias y tiene una gran eficacia en la disolución de cálculos renales y urinarios.
Se utiliza para: oliguria, litiasis renal, cistitis, uretritis, hiperuricemia, edema, urolitiasis, hiperazotémia, gota, hipertensión arterial, discinesias biliares, etc.
Las hojas se usan para la hipertensión arterial.
Toxicidad
La lucidina y la rubiadina, resultado de la hidrólisis del lucida-primaverósido, son altamente citotóxicas y genotóxicas. Hay que tener precaución en su uso como antidiurética en presencia de hipertensión, cardiopatías o insuficiencia renal, ya que puede suponer una aportación incontrolada de líquidos y la posibilidad de que se produzca una descompensación tensional.
También hay que tener en cuenta el contenido alcohólico del extracto fluido y de la tintura. La planta es cancerígena y puede provocar malformaciones congénitas.

### Historia, uso como colorante y otros usos

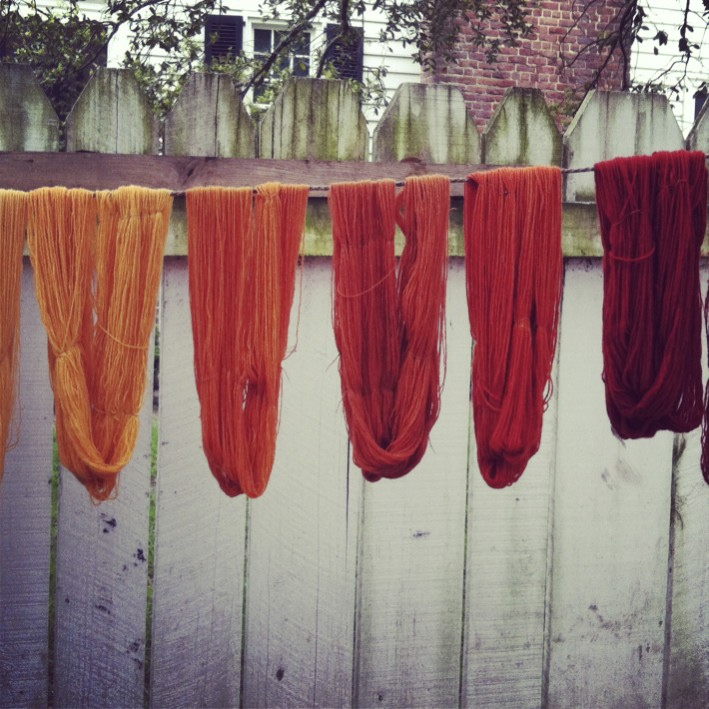
Uso como colorante en estas madejas teñidas con la raíz de la rubia.

La primera aparición de los colorantes se produjo en el antiguo Egipto. En aquellos tiempos la mayoría de los pigmentos auténticos eran inorgánicos, sin embargo, las prendas de aquella época revelan que ya en el año 2500 a. C. se utilizaba el rojo de alizarina, extraído de la rubia. Durante siglos, este rojo luminoso, también conocido como rojo turco o rubia tinctorum, fue el único colorante rojo resistente a la luz. Un costoso y complicado proceso de secado se utilizó en todas las regiones de oriente próximo para la coloración del algodón.
En el "Zeitschr. F. Urologie" (1924), Bauer hizo un elogio a la rubia para combatir las enfermedades del aparato urinario en todos aquellos casos en que se presenta alcalinidad de la orina, como en fosfatúria.
El Municipio de Villasrubias en la provincia de Salamanca debe su nombre a esta planta que abunda en los rastrojos.

## Cultivo y recolección
Esta planta se cultiva en terrenos húmedos, profundamente labrados y adobados en otoño. Se recogen las semillas en el mes de agosto y septiembre y se siembra en marzo. Se dejan crecer las raíces durante 18 meses, y pasado este tiempo se arrancan en septiembre. Luego las raíces, inmediatamente, se ponen a secar a la sombra, una vez secas se muelen y se reducen a polvo en un molino. Un campo de Rubia dura 10 años y en todo este tiempo solo se labra una vez al año.

## Taxonomía
Rubia tinctorum fue descrita por Carlos Linneo y publicado en Species Plantarum 1: 109, en el año 1753.
Etimología
Rubia: nombre genérico que deriva del latín: rubrum "rojo", que hace referencia al rizoma rojizo de la planta.
'tinctorum: epíteto latíno, referido a tintorero (genitivo plural de tintor).
Citología
Número de cromosomas de Rubia tinctorum (Fam. Rubiaceae) y táxones infraespecíficos: 2n=44.
Sinonimia
- Galium rubia E.H.L.Krause in J.Sturm 1904
- Rubia sylvestris Mill. 1768
- Rubia acaliculata Cav. 1793
- Rubia tinctoria Salisb. 1796
- Rubia tinctorum var. sativa Pollini 1822
- Rubia tinctorum var. iberica Fisch. ex DC. 1830
- Rubia tinctorum var. pubescens Ledeb. 1844
- Rubia iberica (Fisch. ex DC.) K.Koch 1851
- Rubia tinctorum f. petiolaris Sommier & Levier 1900
- Rubia sativa Guadagno 1914[15][16]

## Nombres comunes
- Castellano: azotalenguas, enredadera, enroya, garanza, granza, lapa, la raspa, raspa, raspalengua, raspa-lengua, raspilla, roja, roya, royuela, rubea, rúbea, rubia, rubia de los tintoreros, rubia de tintes, rubia de tintoreros, rubia granza, rubia mayor, rubia montesina, rubia que se planta y labra, rubia silvestre, sangralengua, sangra-lengua, tinta roja.[17]